# Dmytro Jarosz
Dmytro Anatolijowycz Jarosz, ukr. Дмитро Анатолійович Ярош (ur. 30 września 1971 w Dnieprodzierżyńsku) – ukraiński działacz polityczny, współzałożyciel i lider ugrupowań nacjonalistycznych (Wszechukraińskiej Organizacji „Tryzub” im. Stepana Bandery i Prawego Sektora), deputowany Rady Najwyższej VIII kadencji.

## Życiorys
W lutym 1989 przystąpił do Ludowego Ruchu Ukrainy, a w czerwcu tego samego roku do Ukraińskiego Związku Helsińskiego. Od 1989 do 1991 służył w Armii Radzieckiej. W czerwcu 1994 został członkiem założycielem paramilitarnej organizacji „Tryzub” im. Stepana Bandery. Stał na czele sotni dnieprodzierżyńskiej, zagonu siczesłowiańskiego, kurenia dnieprowskiego oraz kosza naddnieprzańskiego. Od 1996 do 1999 pełnił obowiązki przewodniczącego Centralnego Prowodu WO „Tryzub”, w latach 1999–2002 w ramach władz organizacji odpowiadał m.in. za jej struktury nad Dnieprem oraz za sprawy zewnętrzne. W 2002 został głównym inspektorem organizacji. W styczniu 2005 ponownie powierzono mu obowiązki przewodniczącego Centralnego Prowodu, jednak formalnie funkcję tę objął w sierpniu 2007 na mocy uchwały nadzwyczajnego zjazdu, zrezygnował z niej natomiast października 2010.
W 2001 ukończył studia na Wydziale Filologii Państwowego Uniwersytetu Pedagogicznego im. Iwana Franki w Drohobyczu. W kwietniu 2013 objął stanowisko asystenta deputowanego partii UDAR Wałentyna Naływajczenki. W listopadzie 2013 był jednym z inicjatorów powołania Prawego Sektora – organizacji łączącej różne środowiska nacjonalistyczne. Współtworzył także Samoobronę Majdanu. Zyskiwał popularność, głosząc hasło „narodowej rewolucji” i określając władze państwowe na czele z Wiktorem Janukowyczem mianem „wewnętrznego reżimu okupacyjnego”.
W marcu 2014 jeden z rosyjskich sądów wydał za nim nakaz aresztowania pod zarzutem terroryzmu. W maju Dmytro Jarosz wystartował w wyborach prezydenckich, otrzymując 0,7% głosów. W lipcu Interpol na wniosek władz Rosji wszczął za nim międzynarodowe poszukiwania z uwagi na „publiczne nawoływanie do działań terrorystycznych i ekstremistycznych w środkach masowego przekazu”; które w późniejszym czasie odwołano. W wyborach parlamentarnych z październiku tego samego roku polityk uzyskał mandat posła VIII kadencji w jednym z okręgów obwodu dniepropetrowskiego.

## Odznaczenia
- Order Bohdana Chmielnickiego III klasy[9]

## Życie prywatne
Jest żonaty z Olhą, ma troje dzieci: Anastasiję, Irynę oraz Dmytra.